# Легенда (2. део)
Епизода Легенда (2. део) је 23. епизода 6. сезоне серије "МЗИС". Премијерно је приказана 5. маја 2009. године на каналу ЦБС.

## Опис
Сценарио за епизоду је писао творац серије "МЗИС: Лос Анђелес" Шејн Бренан, а режирао ју је Џејмс Вајтмор мл..
Сазнавши да је Ривкин у Лос Анђелесу у портази за истом терористичком ћелијом, тим МЗИС-а дуплира своје снаге да заустави Ривкина док покушавају да ухапсе живог члана ћелије. На жалост, Ривкин закомпликује ствари успављујући (убијајући) чланове терористичке ћелије пре него што их МЗИС-овци ухапсе. У Вашингтону, Тони Динозо је присиљен да преиспита Зивину оданост МЗИС-у након појављивања Ривкина у Лос Анђелесу. Пред крај епизоде на Калена је пуцано из возила у покрету. Резултати Каленових повреда се не знају на крају епизоде. Ипак, у следећој епизоди МЗИС-а под називом "Увек верни" је откривено да Кален није убијен, али је у критичном стању и бори се за живот.
У овој епизоди се појављују специјални агент Гриша Кален, психолог др. Нејт Гејц, специјални агент Кензи Блај, специјални агент Лара Мејси, специјални агент Семјуел Хана и технички аналитичар Ерик Бил. 

## Ликови

### Из серијеМЗИС
- Марк Хармон као Лерој Џетро Гибс
- Саша Александер као Кејтлин Тод
- Мајкл Ведерли као Ентони Динозо мл.
- Поли Перет као Ебигејл Шуто
- Дејвид Макалум као др. Доналд Малард

### Из серијеМЗИС: Лос Анђелес
- Крис О’Донел као Гриша Кален
- Питер Камбор као Нејт Гејц
- Данијела Руа као Кензи Блај
- Луиз Ломбард као Лара Мејси
- Џејмс Тод Смит као Семјуел Хана
- Берет Фоа као Ерик Бил.